# Ардаули
Арда̀ули (на италиански: Ardauli; на сардински: Ardaule, Ардауле) е село и община в Южна Италия, провинция Ористано, автономен регион и остров Сардиния. Разположено е на 421 m надморска височина. Населението на общината е 946 души (към 2010 г.).